# Константинеску-Клапс, Константин
Константин Константинеску (рум. Constantin Constantinescu-Claps; 20 февраля 1884 — 1961) — румынский военный деятель, корпусный генерал (1942).

## Биография
Константин Константинеску-Клапс родился 20 февраля 1884 года в городе Бесени в Румынии.
Военную службу начал в 12-м артиллерийском полку. В 1905 году получил звание младшего лейтенанта, с 1909 года — лейтенант.
Принял участие во Второй Балканской войне в 1913 году. В том же году стал капитаном.
Воевал в Первую мировую войну, в частности, вместе с 12-м полком участвовал в операции в Трансильвании в 1916 году, был награждён орденом Короны Румынии с Рыцарским крестом, принял участие в крупном сражении при Мэрэшти в 1917 году, в тот же год получил звание майора.
С 1919 года — подполковник. В 1925 году был повышен до звания полковника. Служил командиром 4-го полка тяжёлой артиллерии (февраль 1925 — июль 1933), 7-й артиллерийской бригады (август 1933 — март 1935), 12-й пехотной дивизии (ноябрь 1937 — октябрь 1939).
С октября 1939 по ноябрь 1941 года — командующий 10-й и 11-й армий. Во время присоединения Бессарабии и Северной Буковины к СССР обеспечил отступление 10-го армейского корпуса в Северной Буковине.
В начале Второй мировой войны участвовал в боях на нижнем течении Прута. После выхода румынских войск к югу от Бессарабии руководил защитой побережья Днестра в Вадул-луй-Водэ.
Командующий 4-й армией (ноябрь 1941 — февраль 1943). Был снят с командования и уволен в отставку 24 января 1944 года за тяжёлое поражение 4-й румынской армии под Сталинградом.
19 сентября 1951 года был арестован и приговорён к 15 годам тюремного заключения. Оправдан и освобождён 26 сентября 1955 года.